# Śmierć Marata

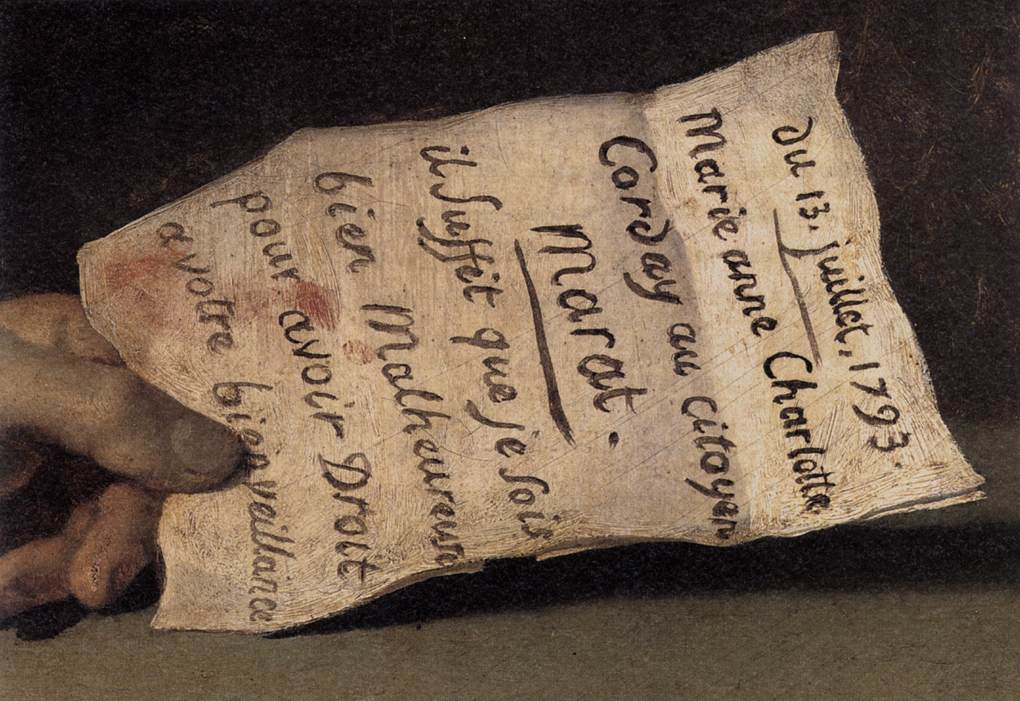
Detal – list trzymany przez Marata w ręce

Śmierć Marata (fr. La Mort de Marat albo Marat assassiné) – obraz francuskiego malarza Jacques’a-Louis Davida z 1793 roku. Dzieło obecnie znajduje się w zbiorach Królewskich Muzeów Sztuk Pięknych w Brukseli.
Na obrazie przedstawiony jest Jean-Paul Marat, jeden z przywódców rewolucji francuskiej i osobisty przyjaciel Davida, który został zasztyletowany przez żyrondystkę Charlotte Corday 13 lipca 1793. David został wezwany na miejsce zbrodni. Marat leżał na podłodze, w ubraniu. David maluje go jako męczennika rewolucji – dlatego uheroicznia jego śmierć. By pokazać go nagim, umieszcza jego ciało w wannie (nawiązanie do starożytności). Na obrazie wanna nieprzypadkowo wystylizowana jest na antyczny sarkofag (oświeceniowe nawiązywanie do antyku), a Marat (antyczna z wyglądu sylwetka i jego zwisające ramię) przywodzi na myśl wyobrażenia Chrystusa w scenach zdjęcia z krzyża. Marat często zażywał kąpieli, które przynosiły ulgę w jego chorobie dermatologicznej; w wannie także pracował. W takiej właśnie chwili, według obrazu Davida, zastała go Charlotte; morderczyni została przez niego wpuszczona, gdyż twierdziła, że ma do przekazania ważne wiadomości. David (który jeszcze poprzedniego dnia odwiedził Marata) zajął się zorganizowaniem pogrzebu. Postanowił też namalować realistyczną scenę śmierci przyjaciela. Jego dzieło nie jest jednak wierne prawdzie – cechuje je sztuczny, wyidealizowany spokój. David zdecydował się przedstawić Marata jako symbol świeckiego męczennika.
Obraz jest nowatorski – dotychczas rzadko w malarstwie ukazywano śmierć osoby świeckiej. Atmosferę dzieła cechuje wyciszenie i spokój, po pierwsze dzięki zastosowanej kompozycji (duża pusta przestrzeń, piony i poziomy zamiast dramatycznych linii diagonalnych), po drugie poprzez ukazanie zmarłej osoby jakby śpiącej; w jej fizjonomii nie widzimy walki ze śmiercią, prawdopodobnie gdyby nie oryginalny tytuł dzieła (dosłownie – „Zabójstwo Marata”) nie domyślilibyśmy się, że został zamordowany. Tło obrazu jest ciemne, czym podkreśla atmosferę tego zdarzenia. Marat ma głowę owiniętą w „białe szaty”, co jest nawiązaniem do antycznego stroju.
Marat wydawał gazetę L’Ami du peuple; jego pióro – broń dziennikarza – spoczywa obok zakrwawionego narzędzia zbrodni.
Słowa A Marat/David/l’an deux widoczne u dołu, na podpórce naprędce skleconego stołu to więcej niż tylko sygnatura: malarz dedykuje swe płótno martwemu bohaterowi (Maratowi – David), datując je na rok drugi kalendarza rewolucyjnego (tzn. 1793).
Zakrwawiony list w dłoni Marata to petycja przyniesiona rzekomo przez morderczynię: moje wielkie nieszczęście czyni mnie godną twej łaskawości (il suffit que je sois bien malheureuse pour avoir droit à votre bienveillance).